# Martin St. Louis
Martin St. Louis (pronúncia em francês: [maʁtɛ̃ sɛ̃ lwi]; Quebec, 18 de junho de 1975) é um ex-jogador profissional de hóquei no gelo, tendo atuado por último no time do New York Rangers, da liga norte-americana de hóquei no gelo (NHL). Foi campeão da Copa Stanley em 2004 com o Tampa Bay Lightning, e venceu a medalha de ouro nos Jogos Olímpicos de Inverno de 2014 como parte da seleção canadense.

## Carreira

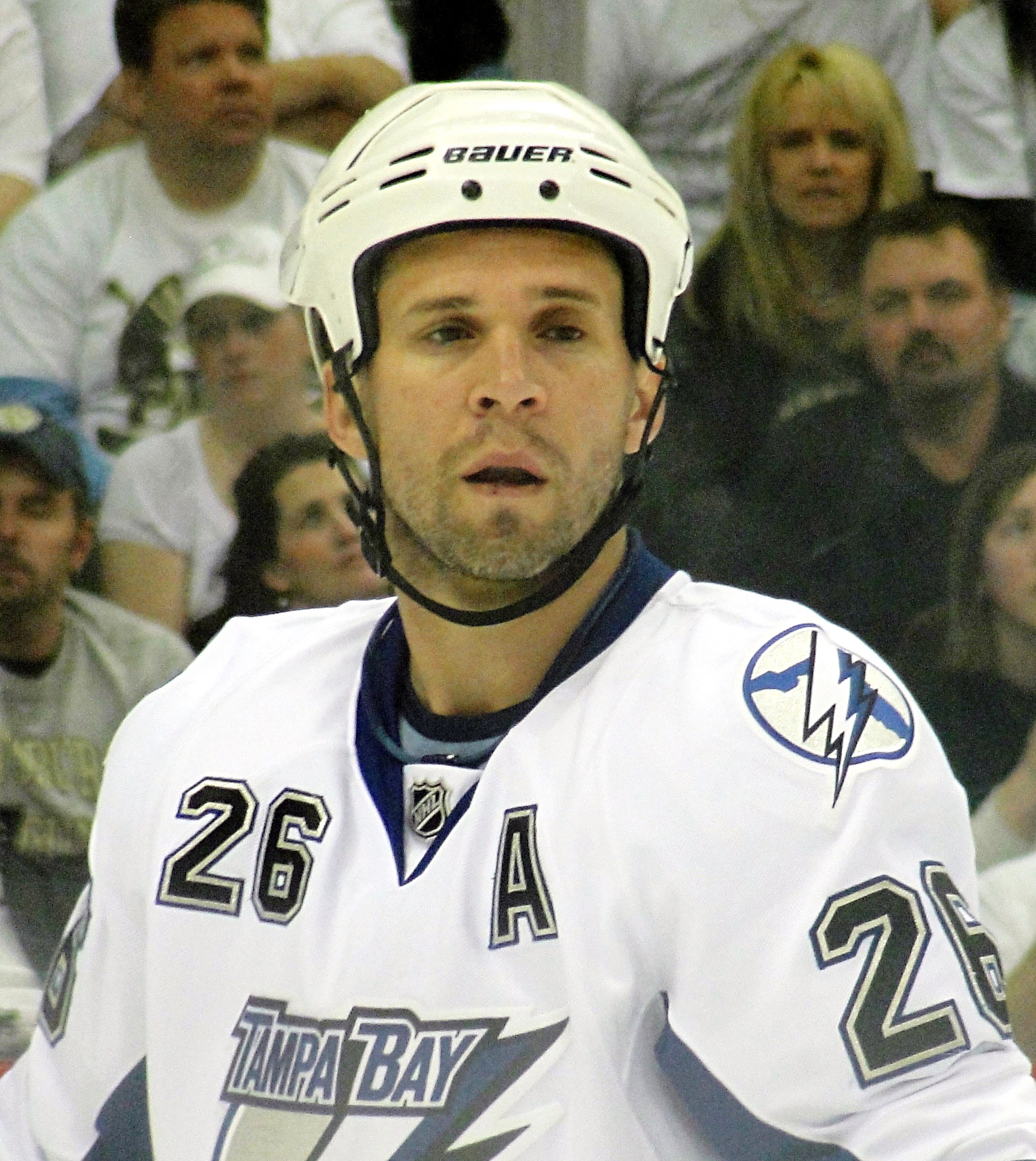
St. Louis no Lightning.

| 1992–93           | Hawkesbury Hawks      | CJHL              | 31    | 37  | 50  | 87    | 70  | —   | —  | —  | —  | —  |
| 1993–94           | Vermont Catamounts    | ECAC              | 33    | 15  | 36  | 51    | 24  | —   | —  | —  | —  | —  |
| 1994–95           | Vermont Catamounts    | ECAC              | 35    | 23  | 48  | 71    | 36  | —   | —  | —  | —  | —  |
| 1995–96           | Vermont Catamounts    | ECAC              | 35    | 29  | 56  | 85    | 38  | —   | —  | —  | —  | —  |
| 1996–97           | Vermont Catamounts    | ECAC              | 36    | 24  | 36  | 60    | 65  | —   | —  | —  | —  | —  |
| 1997–98           | Cleveland Lumberjacks | IHL               | 56    | 16  | 34  | 50    | 24  | —   | —  | —  | —  | —  |
| 1997–98           | Saint John Flames     | AHL               | 25    | 15  | 11  | 26    | 20  | 20  | 5  | 15 | 20 | 16 |
| 1998–99           | Calgary Flames        | NHL               | 13    | 1   | 1   | 2     | 10  | —   | —  | —  | —  | —  |
| 1998–99           | Saint John Flames     | AHL               | 53    | 28  | 34  | 62    | 30  | 7   | 4  | 4  | 8  | 2  |
| 1999–00           | Saint John Flames     | AHL               | 17    | 15  | 11  | 26    | 14  | —   | —  | —  | —  | —  |
| 1999–00           | Calgary Flames        | NHL               | 56    | 3   | 15  | 18    | 22  | —   | —  | —  | —  | —  |
| 2000–01           | Tampa Bay Lightning   | NHL               | 78    | 18  | 22  | 40    | 12  | —   | —  | —  | —  | —  |
| 2001–02           | Tampa Bay Lightning   | NHL               | 53    | 16  | 19  | 35    | 20  | —   | —  | —  | —  | —  |
| 2002–03           | Tampa Bay Lightning   | NHL               | 82    | 33  | 37  | 70    | 32  | 11  | 7  | 5  | 12 | 0  |
| 2003–04           | Tampa Bay Lightning   | NHL               | 82    | 38  | 56  | 94    | 24  | 23  | 9  | 15 | 24 | 14 |
| 2004–05           | HC Lausanne           | NLA               | 23    | 9   | 16  | 25    | 16  | —   | —  | —  | —  | —  |
| 2005–06           | Tampa Bay Lightning   | NHL               | 80    | 31  | 30  | 61    | 38  | 5   | 4  | 0  | 4  | 2  |
| 2006–07           | Tampa Bay Lightning   | NHL               | 82    | 43  | 59  | 102   | 28  | 6   | 3  | 5  | 8  | 8  |
| 2007–08           | Tampa Bay Lightning   | NHL               | 82    | 25  | 58  | 83    | 26  | —   | —  | —  | —  | —  |
| 2008–09           | Tampa Bay Lightning   | NHL               | 82    | 30  | 50  | 80    | 14  | —   | —  | —  | —  | —  |
| 2009–10           | Tampa Bay Lightning   | NHL               | 82    | 29  | 65  | 94    | 12  | —   | —  | —  | —  | —  |
| 2010–11           | Tampa Bay Lightning   | NHL               | 82    | 31  | 68  | 99    | 12  | 18  | 10 | 10 | 20 | 4  |
| 2011–12           | Tampa Bay Lightning   | NHL               | 77    | 25  | 49  | 74    | 16  | —   | —  | —  | —  | —  |
| 2012–13           | Tampa Bay Lightning   | NHL               | 48    | 17  | 43  | 60    | 14  | —   | —  | —  | —  | —  |
| 2013–14           | Tampa Bay Lightning   | NHL               | 62    | 29  | 32  | 61    | 6   | —   | —  | —  | —  | —  |
| 2013–14           | New York Rangers      | NHL               | 19    | 1   | 7   | 8     | 4   | 25  | 8  | 7  | 15 | 2  |
| 2014–15           | New York Rangers      | NHL               | 74    | 21  | 31  | 52    | 20  | 19  | 1  | 6  | 7  | 4  |
| Totalização — NHL | Totalização — NHL     | Totalização — NHL | 1,134 | 390 | 642 | 1,032 | 310 | 107 | 42 | 48 | 90 | 34 |